# Quango (förkortning)
Quango är en förkortning för quasi-NGO (engelska: non-governmental organisation, icke-statlig organisation). Ibland används istället qango.

## Användning
Uttrycket används oftast i Storbritannien och i mindre utsträckning även i Australien, Kanada, Irland, Nya Zeeland, USA, och andra engelskspråkiga länder. Som namnet antyder är quango en hybridorganisation med element från både icke-statliga organisationer och offentlig sektor. Vanligtvis är det en organisation med självstyre (eller till vilken en stat har delegerat makt) men som fortfarande delvis kontrolleras av, och/eller finansieras av, en statlig organisation.
I Storbritannien tillämpas termen på flera organisationer med så kallat "armlängds avstånd".

## Historik
Det ursprungliga och omständliga "quasi non-governmental organisation", myntat 1967, kom att kortas till akronymen QUANGO, senare quango.
Efterhand har flera backronymer kommit till, som "quasi-autonomous national government organization" och "quasi-autonomous non-government organization", ofta då med akronymen ändrad till qango.